# Ефіопська бананова жаба
Ефіопська бананова жаба ( Afrixalus enseticola ), також відома як бананова жаба Бонга, є невеликим видом жаб, ендемічним для Ефіопії. Вид класифікується як «вразливий» у Червоному списку МСОП (2004) через зменшення лісистих середовищ існування у високогір’ї.
Доросла ефіопська бананова жаба досягає лише 20-28 мм у довжину.

## Середовище існування
Природними середовищами існування ефіопських бананових жаб є гірські ліси на  висоті 1700 - 2750 метрів над рівнем моря на Ефіопському нагір'ї. Їх рідко можна зустріти на гірських луках після вирубки лісу. Розмноження відбувається в трав’янистій рослинності, що оточує басейни на лісових галявинах.